# قالب‌گیری تزریقی هسته قابل ذوب
قالب‌گیری تزریقی هسته قابل ذوب، همچنین به عنوان قالب‌گیری تزریقی هسته از بین رونده شناخته شده‌است، یک فرایند قالب‌گیری تزریقی پلاستیک است و برای قالب‌گیری حفره‌های داخلی یا برش‌هایی که امکان قالب‌گیری با هسته‌های قابل جدا شدن وجود ندارد، استفاده می‌شود. به عبارت دقیق، اصطلاح «قالب‌گیری تزریقی هسته قابل ذوب» به استفاده از آلیاژ قابل ذوب به عنوان ماده تشکیل دهنده هسته اطلاق می‌شود. وقتی ماده هسته از محلول پلاستیک ساخته می‌شود، فرایند به عنوان قالب‌گیری تزریقی هسته محلول شناخته می‌شود. این فرایند اغلب برای قطعات خودرو مانند منیفولد و محفظه‌های ترمز استفاده می‌شود، با این حال برای قطعات هوافضا، قطعات لوله‌کشی، چرخ‌های دوچرخه و کفش نیز استفاده می‌شود.
مرسوم‌ترین مواد قالب‌گیری، نایلون ۶ و نایلون ۶۶ پر از شیشه است. مواد دیگر شامل نایلون‌های پر نشده، پلی فنیلین سولفید، پلی آریل اتر کتون با شیشه، پلی پروپیلن با شیشه (PP)، اورتان ترموپلاستیک جامد، و پلی اورتان ترموپلاستیک الاستومری.

## تاریخچه
اولین حق ثبت اختراع برای این نوع فرایند قالب‌گیری در سال ۱۹۶۸ گرفته شد، اما به ندرت تا دهه ۱۹۸۰ مورد استفاده قرار گرفت. این زمانی است که صنعت خودرو برای بهبود منیفولد هوا به آن علاقه‌مند شد تا آن را تولید کند.

## روند
این فرایند از سه مرحله اصلی تشکیل شده‌است: ریخته‌گری یا قالب‌گیری یک هسته، قرار دادن هسته در قالب و تزریق، و در آخر قطعه از قالب جدا می‌شود و هسته را ذوب می‌کنند.

### هسته
در آغاز هسته به شکل حفره مورد نظر با ریخته‌گری تحت فشار قالب‌گیری می‌شود. هسته را می‌توان از فلز با نقطه ذوب پایین مانند آلیاژ قلع - بیسموت یا یک پلیمر مثل اکریلات محلول تهیه کرد. دمای ذوب پلیمر تقریباً مشابه آلیاژ ۲۷۵ درجه فارنهایت (۱۳۵ درجه سلسیوس)، با این وجود می‌توان برای تغییر نقطه ذوب، نسبت آلیاژها را تغییر داد. از مزایای دیگر استفاده از یک هسته فلزی این است که چندین هسته کوچکتر را می‌توان با شاخه‌ها و سوراخ‌های جفت ریخته‌گری کرد، بنابراین در آخر می‌توان آنها را با یک شاخهٔ بزرگ از هسته‌ها مونتاژ کرد.
یکی از نکته‌های اساسی ریخته‌گری هسته‌های فلزی این است که اطمینان حاصل کنید که هیچ تخلخل یا منفذی ندارند چون باعث ایجاد نقص در قسمت قالب‌گیری می‌شود. به منظور به حداقل رساندن تخلخل، فلز ممکن است از ریخته‌گری ثقلی یا قالب‌گیری تحت فشار استفاده شود. با پر شدن حفره قالب ریزی و سازه، سیستم دیگری به آرامی قالب ریخته‌گری تحت فشار را می‌لرزاند تا حباب‌های هوا خارج شوند.
هسته‌های فلزی را می‌توان از تعدادی آلیاژ با نقطه ذوب پایین ساخت که رایج‌ترین آنها مخلوط ۵۸٪ بیسموت و ۴۲٪ قلع است که برای قالب‌گیری نایلون ۶۶ استفاده می‌شود. یکی از دلایل اصلی استفاده از آن این است که همراه با سرد شدن منبسط می‌شود و قالب را به خوبی بسته نگه می‌دارد. آلیاژهای دیگر شامل آلیاژهای قلع - سرب - نقره و آلیاژهای قلع - سرب - آنتیموان هستند. بین این سه گروه آلیاژی یک نقطه ذوب بین ۹۸ تا ۸۰۰ درجه فارنهایت (۳۷–۴۲۵ درجه سانتیگراد) وجود دارد که قابل دستیابی است.
هسته‌های پلیمری به اندازه هسته‌های فلزی رایج نیستند و معمولاً فقط برای قالب‌هایی که به جزئیات ساده سطح داخلی نیاز دارند، استفاده می‌شوند. آنها معمولاً دارای مقاطع توخالی ضخیم ۰٫۱۲۵ تا ۰٫۲۵ اینچ (۳٫۲ تا ۶٫۴ میلی‌متر) هستند که در دو نیمه قالب ریزی می‌شوند و به صورت اولتراسونیک به هم جوش داده می‌شوند. بزرگترین مزیت آنها این است که می‌توانند به جای سرمایه‌گذاری در تجهیزات جدید ریخته‌گری قالب و یادگیری نحوه استفاده از آن، در ماشین‌های قالب‌گیری تزریقی سنتی که موجود است قالب‌گیری شوند. به دلیل این، مواد هسته ای پلیمری برای کارهای کوچک تولیدی پرمخاطب هستند که هسته‌های فلزی هزینه‌های اضافی قابل توجهی دارند. متأسفانه به اندازه آلیاژهای فلزی که در هسته‌ها استفاده می‌شود قابل بازیافت نیست، زیرا ۱۰٪ ماده جدید باید با مواد بازیافت شده اضافه شود.

### قالب سازی
در مرحله دوم، هسته درون قالب قرار می‌گیرد. برای قالبهای ساده، این کار به راحتی قرار دادن هسته و بستن قالب‌ها است. با این حال، ابزارهای پیچیده‌تر نیاز به چندین مرحله از ربات برنامه‌ریزی شده دارند. به عنوان مثال، برخی از ابزارهای پیچیده می‌توانند چند کشش جانبی متداول داشته باشند که با هسته جفت شوند تا سختی هسته افزایش پیدا کند و جرم هسته را کاهش دهند. بعد از بارگیری هسته و بسته شدن پرس، پلاستیک شلیک می‌شود.

### ذوب شدن
در مرحله آخر، قطعه قالب‌گیری شده و هسته هر دو از قالب جدا می‌شوند و هسته درون قطعه ذوب و خارج می‌شود. این کار در حمام گرم، از طریق گرمایش القایی یا از طریق ترکیبی از این دو انجام می‌شود. در حمام‌های گرم معمولاً از وان پر از گلیکول استفاده می‌شود که مایعی بر پایه فنل است. دمای حمام کمی بالاتر از دمای ذوب آلیاژ هسته است، اما آنقدر زیاد نیست که به قالب آسیب برساند. در کاربردهای معمول تجاری، قطعات از طریق نوار نقاله سربار در حمام گرم قرار می‌گیرند. مزیت استفاده از وان آب گرم این است که ساده‌تر از گرمایش القایی است و به بهبود قالب‌های ترموست کمک می‌کند. عیب آن این است که از نظر اقتصادی در یک چرخه ۶۰ تا ۹۰ دقیقه کند است و به محیط زیست می‌رساند. به‌طور معمول محلول حمام گرم هر سال یا هر نیم سال یکبار به تمیز کردن یا تعویض نیاز دارد و در ترکیب با گرمایش القایی استفاده شود.
قالب‌های ترموپلاستیک به گرمایش القایی هسته نیاز دارند در غیر این صورت گرمای طولانی مدت از یک حمام گرم می‌تواند آن را پیچ و تاب دهد. گرمایش القایی زمان ذوب را به یک تا سه دقیقه کاهش می‌دهد. نقطه ضعف آن این است که گرمایش القایی تمام مواد هسته را از بین نمی‌برد، بنابراین باید از یک حمام آب گرم هم در پایان استفاده کرد یا آن را بیرون کشید. عیب دیگر این است که سیم پیچ‌های القایی باید به صورت سفارشی برای هر قالب ساخته شوند زیرا سیم پیچ‌ها باید ۱ تا ۴ اینچ (۲۵ تا ۱۰۲ میلیمتر) از آن فاصله داشته باشند. سرانجام، نمی‌توان از سیستم‌های گرمایش القایی با قالب‌هایی که دارای درزهای برنجی یا استیل هستند استفاده کرد زیرا فرایند گرمایش القایی می‌تواند درز را تخریب یا اکسید کند.
برای قطعات پیچیده، تخلیه مایع هسته و آب‌کشی در هر دو فرایند ذوب دشوار است. برای غلبه بر این قطعات ممکن است تا یک ساعت چرخانده شوند. مایع هسته فلزی کف حمام گرم جمع می‌شود و برای یک هسته جدید قابل استفاده است.

### تجهیزات
از اواسط دهه ۱۹۸۰ از دستگاه‌های تزریق افقی سنتی استفاده شده‌است، با این وجود بارگذاری هسته‌های ۱۰۰ تا ۲۰۰ پوند (۴۵ تا ۹۱ کیلوگرم) دشوار بود، بنابراین به دو روبات نیاز بود. علاوه بر این، زمان چرخه تقریباً ۲۸ ثانیه، طولانی است. این مشکل با استفاده از دستگاه‌های قالب‌گیری تزریقی روتاری یا شاتل برطرف شد. این نوع ماشین‌ها برای بارگیری و تخلیه هسته‌ها فقط به یک ربات نیاز دارند و ۳۰٪ زمان چرخه کوتاه تری دارند. با این حال، قیمت این نوع ماشینها تقریباً ۳۵٪ بیشتر از ماشینهای افقی است، فضای بیشتری نیاز دارند و به دو قالب پایین نیاز دارند (زیرا یکی در طول چرخه در دستگاه است و دیگری در حال تخلیه و بارگیری با هسته جدید است)، که تقریباً ۴۰٪ به هزینه ابزارها اضافه می‌کند. برای قطعات کوچک، ماشین‌های قالب‌گیری تزریقی افقی هنوز استفاده می‌شوند، زیرا هسته وزن زیادی برای توجیه استفاده از ماشین چرخشی ندارد.
برای منیفولدهای چهار سیلندر، پرس ۵۰۰ تنی مورد نیاز است. برای منیفولد شش تا هشت سیلندر پرس ۶۰۰ تا ۸۰۰ تنی مورد نیاز است.

## مزایا و معایب
بزرگترین مزیت این فرایند توانایی تولید قالب‌های تزریقی یک تکه با هندسه داخلی بسیار پیچیده و بدون عملیات ثانویه است. اشیا با شکل مشابه معمولاً از ریخته‌گری آلومینیوم ساخته می‌شوند که وزن آنها می‌تواند ۴۵ تا ۷۵ درصد بیشتر از دیگر قالب‌گیری‌های قابل مقایسه باشد. این ابزار همچنین به دلیل عدم خوردگی و سایش شیمیایی، ماندگاری بیشتری نسبت به ابزار ریخته‌گری فلز دارد.
مزایای دیگر عبارت اند از:
- کیفیت سطح بسیار خوب و بدون مناطق ضعیف به دلیل اتصالات یا جوشکاری
- دقت ابعادی بالا و یکپارچگی ساختاری
- پرمشغله نیست به علت این که تعداد کمی عملیات ثانویه مورد نیاز است.
- ضایعات کمی
- درج‌ها می‌توانند ترکیب شوند

دو مورد از مهم‌ترین معایب این فرایند، هزینه زیاد و زمان طولانی توسعه است. تولید یک قطعه خودکار چهار سال به طول می‌انجامد. دو سال در مرحله نمونه اولیه و دو سال برای رسیدن به تولید. همه محصولات این قدر به طول نمی‌انجامد، به عنوان مثال یک شیر دو طرفه تولید شده توسط جانسون کنترل تنها ۱۸ ماه طول کشید. هزینه اولیه می‌تواند تا ۸ میلیون دلار آمریکا برای تولید دستگاه منیفولد چهار سیلندر باشد. با این حال، تجزیه و تحلیل جریان رایانه ای به کاهش زمان و هزینه‌ها کمک کرده‌است.
یکی از دشواری‌های ناشی از این زمان طولانی توسعه و هزینه‌های زیاد ساخت هسته‌های دقیق به‌طور تکراری است. این بسیار مهم است زیرا هسته یک قسمت یکپارچه با قالب است، بنابراین اساساً هر شات به یک حفره قالب جدید تبدیل می‌شود. مشکل دیگر جلوگیری از ذوب شدن هسته در هنگام تزریق پلاستیک به داخل قالب است، زیرا دمای پلاستیک تقریباً دو برابر دمای ذوب ماده هسته است. سومین مشکل، مقاومت پایین هسته است. در صورت فشار زیاد در تزریق پلاستیک، هسته‌های پلاستیکی توخالی می‌توانند فرو بریزند. هسته‌های فلزی (با دمای ذوب پایین) جامد هستند، بنابراین نمی‌توانند فرو بریزند، اما فقط ۱۰٪ هسته‌های فولادی محکم هستند بنابراین می‌توانند از بین بروند. این مسئله به ویژه در هنگام قالب‌گیری منیفولد مشکل ساز می‌شود، زیرا موج دار بودن هسته می‌تواند برای جریان هوا در داخل دونده‌ها مضر باشد.
از دیگر معایب، نیاز به فضای وسیع برای نگهداری ماشین‌های قالب‌گیری تزریقی، دستگاه‌های ریخته‌گری، تجهیزات ذوب و روبات‌ها است.
به دلیل این معایب، برخی از قالب‌های ساخته شده از طریق این فرایند با قالب‌گیری تزریقی دو یا چند قسمت در دستگاه قالب‌گیری تزریقی سنتی جایگزین و ساخته می‌شوند و آن‌ها را در ادامه با هم جوش می‌دهند. این فرایند هزینه کمتری دارد و به سرمایه بسیار کمتری نیاز دارد، با این وجود محدودیت‌های بیشتری در طراحی ایجاد می‌کند. به دلیل محدودیت‌های طراحی، بعضی اوقات قطعات با هر دو فرایند ساخته می‌شوند تا مزایای هر دو بهره‌مند شوند.

## کاربرد
کاربرد فرایند هسته قابل ذوب فقط به تزریق گرمانرم‌ها محدود نمی‌شود، بلکه با آلیاژهای هسته مربوط همچنین مواد قالب‌گیری پلاستیک ترمست (دوروپلاست) را نیز شامل می‌شود. فرایند هسته ذوب کاربرد دارد، به عنوان مثال، برای قالب‌گیری تزریقی منیفولدهای هوا برای موتور ماشین سواری. با تجهیزات کار آمد، می‌توان قطعات کوچک قالب‌گیری شده مانند دریچه‌ها یا محفظه‌های پمپ را تولید کرد، زیرا ساخت هسته‌های قابل ذوب و قسمت تزریق شده می‌تواند بر روی دستگاه قالب‌گیری تزریقی انجام شود.